# Line Jørgensen
Line Anna Ryborg Jørgensen, gift Myers, född 31 december 1989 i Hvidovre, är en dansk handbollsspelare (högernia). Sedan 2018 spelar hon för den danska klubben Team Esbjerg.

## Karriär
Line Jørgensen började att spela handboll som 3-åring i Hvidovre IF och skiftade som 12-åring till BK Ydun i Frederiksberg. Hon var spelare i GOG Svendborg TGI (senare Odense GOG) men var utlånad till BK Ydun 2006-2008.Hon började i augusti 2009 at läsa Idrott och hälsa på Odense Universitet. I september 2009 gjorde Line Jørgensen debut i Odense efter 9 månaders skadefrånvaro på grund av en knäskada. Men redan året efter 2010 lämnade Jørgensen Odense GOG för att spela i FC Midtjylland Håndbold.Jørgensen spelade i fem säsonger för FC Midtjylland och var under de åren med och vann två danska cuptitlar och tre danska mästerskap. 2015 lämnade hon Danmark för att spela för rumänska storklubben CSM București. Efter tre säsonger i CSM București vände Line Jörgensen tillbaka till Danmark. Med i bagaget hade hon tre rumänska mästerskap och en Champions League-titel 2016. Avslutningen i București blev en rättstvist om hennes kontrakt till 2018. Hon och Esbjerg köpte ut henne från București.

### Landslagskarriär
Line Jørgensen debuterade i det danska A-landslaget den 16. oktober 2007 mot Brasilien under GF World Cup i Aarhus. Hon har nu spelat 149 landskamper och gjort 352 mål i landslaget. Debuten skedde då hon spelade i Ydun. Senaste landskampen var i EM kvalet till EM 2018. Hon var inte med i EM truppen 2018 efter att ha varit skadad under säsongen. Annars har hon spelat de flesta mästerskapen sedan mästerskapsdebuten 2010. I VM 2011 blev hon utsedd till turneringens bästa högerback i All Star Team.

### Privatliv
2020 gifte Line Jörgensen sig med Brandon Myers, en tränare i amerikans fotboll och samma år i december födde hon sitt första barn.